# Hôtel du Puy de Peyrins
L’hôtel du Puy de Peyrins est un hôtel particulier situé à Romans-sur-Isère, dans le département de la Drôme.

## Histoire
Ce bâtiment fait l’objet d’une inscription au titre des monuments historiques depuis le 22 décembre 1981.